# Mittenothamnium pachythecium
Mittenothamnium pachythecium là một loài Rêu trong họ Hypnaceae. Loài này được (Hampe) Cardot mô tả khoa học đầu tiên năm 1913.